# Embellisia conoidea
Embellisia conoidea är en svampart som beskrevs av E.G. Simmons 1983. Embellisia conoidea ingår i släktet Embellisia och familjen Pleosporaceae.   Inga underarter finns listade i Catalogue of Life.